# Zul'fija Zabirova
Zul'fija Chasanovna Zabirova (in russo Зульфия Хасановна Забирова?; Tashkent, 19 dicembre 1973) è una dirigente sportiva ed ex ciclista su strada russa, dal 2005 naturalizzata kazaka, vincitrice di un oro olimpico e di un titolo mondiale a cronometro.
Dal 2015 al 2020 è stata team manager dell'Astana Women's Team, sodalizio femminile italo-kazako.

## Carriera
Nata a Tashkent, nell'allora Uzbekistan sovietico, crebbe in Russia, a Rostov sul Don.
Si rivelò al grande pubblico nel 1996, diventando campionessa olimpica a cronometro ad Atlanta; nella stessa stagione vinse anche le sue prime due tappe al Tour Cycliste. Nel 1997 passò professionista con la formazione italiana Acca Due O, e in stagione conquistò l'argento mondiale a cronometro. Confermò il suo talento nelle prove contro il tempo negli anni successivi, vincendo il Grand Prix des Nations 1998, quattro volte la Chrono des Herbiers e, soprattutto, il Campionato del mondo 2002 a cronometro; fece sue anche altre tre medaglie mondiali di specialità, argento nel 1998 e bronzo nel 2003 e 2004.
Nel 2004 vinse due gare di Coppa del mondo, la Primavera Rosa (già sua l'anno prima) e la prima storica edizione del Giro delle Fiandre femminile; conquistò inoltre per la seconda volta, dopo il 2002, il Thüringen Rundfahrt. Nel 2005 prese la nazionalità kazaka e si impose subito nelle prove in linea ed a cronometro dei campionati nazionali. Dopo aver rappresentato per tre volte la Russia ai Giochi olimpici (1996, 2000 e 2004), venne selezionata dalla Federazione kazaka per i Giochi olimpici 2008 a Pechino. Lasciò l'attività dopo quei Giochi.
Dopo il ritiro è stata per due anni manager della formazione UCI RusVelo; dal 2014 al 2020 ha quindi diretto la formazione femminile Astana, nel 2014 affiancando la struttura di BePink, e dal 2015 al 2020 con lo staff del team di Maurizio Fabretto.

## Palmarès
- 1996 (cinque vittorie)

Campionati russi, prova a cronometro
Classifica generale Grosser Preis des Kantons Zürich
Giochi olimpici, prova a cronometro
10ª tappa Tour Cycliste (La Roche-sur-Yon > La Tremblade)
12ª tappa, 1ª semitappa Tour Cycliste (Saint-Étienne-de-Tinée > Vars)
- 1997 (Acca Due O, undici vittorie)

3ª tappa Trois Jours de Vendée
Classifica generale Trois Jours de Vendée
2ª tappa Étoile Vosgienne
Classifica generale Étoile Vosgienne
5ª tappa Tour du Finistère
7ª tappa Women's Challenge
9ª tappa Women's Challenge
Campionati russi, prova a cronometro
10ª tappa Tour Cycliste (Le Beausset > Le Beausset, cronometro)
12ª tappa, 1ª semitappa Tour Cycliste (Puget > Théniers)
Chrono des Herbiers (cronometro)
- 1998 (Acca Due O, otto vittorie)

2ª tappa Giro della Provincia di Pordenone
Campionati russi, prova a cronometro
12ª tappa, 2ª semitappa Tour Cycliste (Strasburgo > Strasburgo, cronometro)
Chrono Champenois - Trophée Européen (cronometro)
Memorial Josef Vögeli
Grand Prix des Nations (cronometro)
Grand Prix Tell
Chrono des Herbiers (cronometro)
- 1999 (Acca Due O, nove vittorie)

Giro dei Sei Comuni
10ª tappa Women's Challenge
4ª tappa Giro d'Italia (Umbertide > Umbertide)
7ª tappa Giro d'Italia (Portomaggiore > Portomaggiore, cronometro)
9ª tappa Giro d'Italia (Montebelluna > Tambre)
Campionati russi, prova a cronometro
3ª tappa Tour de Suisse
Classifica generale Tour de Suisse
Chrono des Herbiers (cronometro)
- 2000 (Acca Due O, otto vittorie)

4ª tappa Baltic Tour
5ª tappa Baltic Tour
Classifica generale Baltic Tour
Campionati russi, prova a cronometro
8ª tappa, 1ª semitappa Grande Boucle (Rocamadour > Sansac-de-Marmiesse)
11ª tappa Grande Boucle (Saint-Vallier > Montceau-les-Mines, cronometro)
2ª tappa Tour de Suisse
Classifica generale Tour de Suisse
- 2002 (Chirio, dieci vittorie)

Campionati russi, prova a cronometro
Gran Premio di Cento-Carnevale d'Europa
1ª tappa Thüringen Rundfahrt (Zeulenroda > Schleiz)
Classifica generale Thüringen Rundfahrt
3ª tappa Grande Boucle (Charleville-Mézières > Val de Fensch)
6ª tappa Grande Boucle (Lione > Villard-de-Lans)
Chrono Champenois - Trophée Européen (cronometro)
4ª tappa Giro della Toscana-Memorial Fanini (Segromigno in Piano > Capannori)
Campionati del mondo, prova a cronometro
Chrono des Herbiers (cronometro)
- 2003 (Team Prato Marathon Bike, sei vittorie)

Primavera Rosa
2ª tappa Vuelta Castilla y León (Cantalejo > Cantalejo)
3ª tappa Vuelta Castilla y León (Aranda de Duero > Aranda de Duero)
Classifica generale Vuelta Castilla y León
8ª tappa Grande Boucle (Aubusson > Saint-Léonard-de-Noblat)
12ª tappa Grande Boucle (Trélazé > Gorron)
- 2004 (Team Let's Go Finland, quattro vittorie)

Primavera Rosa
Giro delle Fiandre
5ª tappa Thüringen Rundfahrt (Gera > Schmölln)
Classifica generale Thüringen Rundfahrt
- 2005 (Bigla, quattro vittorie)

Campionati kazaki, prova a cronometro
Campionati kazaki, prova in linea
4ª tappa Giro d'Italia (Castelmassa > Ceneselli)
Prologo Giro di San Marino (Serravalle > Serravalle, cronometro)
- 2006 (Bigla, cinque vittorie)

Berner Rundfahrt
Campionati kazaki, prova a cronometro
Campionati kazaki, prova in linea
1ª tappa Trophée d'Or (Saint-Amand-Montrond > Saint-Germain-du-Puy)
Classifica generale Trophée d'Or
- 2007 (Bigla, due vittorie)

Campionati kazaki, prova a cronometro
Campionati kazaki, prova in linea
- 2008 (Bigla, quattro vittorie)

3ª tappa Tour de l'Aude (Lézignan-Corbières > Lézignan-Corbières)
7ª tappa Tour de l'Aude (Castelnaudary > Castelnaudary)
Campionati kazaki, prova a cronometro
Campionati kazaki, prova in linea

### Altri successi
- 1997

Oy-Hittelberg (Criterium)
- 1998 (Acca Due O)

Embrach (Criterium)
- 2003 (Team Prato Marathon Bike)

Classifica a punti Vuelta Castilla y León

## Piazzamenti

### Grandi Giri
- Giro d'Italia

1999: 5ª
2002: 7ª
2004: 10ª
2005: 21ª
2006: 73ª
2007: 71ª
2008: 47ª
- Tour Cycliste/Grande Boucle

1996: 6ª
1997: 16ª
1998: 20ª
2000: 5ª
2002: ?
2003: 19ª

### Competizioni mondiali
- Campionati del mondo

Duitama 1995 - Cronometro: 8ª
Lugano 1996 - Cronometro: 4ª
Lugano 1996 - In linea: 11ª
San Sebastián 1997 - Cronometro: 2ª
San Sebastián 1997 - In linea: 56ª
Valkenburg 1998 - Cronometro: 2ª
Valkenburg 1998 - In linea: 21ª
Verona 1999 - Cronometro: 4ª
Verona 1999 - In linea: 6ª
Zolder 2002 - Cronometro: vincitrice
Zolder 2002 - In linea: 29ª
Hamilton 2003 - Cronometro: 3ª
Hamilton 2003 - In linea: 10ª
Verona 2004 - Cronometro: 3ª
Verona 2004 - In linea: 12ª
Madrid 2005 - Cronometro: 6ª
Madrid 2005 - In linea: 30ª
Salisburgo 2006 - Cronometro: 6ª
Salisburgo 2006 - In linea: 21ª
Stoccarda 2007 - Cronometro: 12ª
Stoccarda 2007 - In linea: 42ª
- Giochi olimpici

Atlanta 1996 - In linea: 6ª
Atlanta 1996 - Cronometro: vincitrice
Sydney 2000 - In linea: 7ª
Sydney 2000 - Cronometro: 12ª
Atene 2004 - In linea: 39ª
Atene 2004 - Cronometro: 8ª
Pechino 2008 - In linea: 10ª
Pechino 2008 - Cronometro: 9ª